# 大官亭站
大官亭站位于河北省衡水市饶阳县大官亭乡，是京九铁路的一座火车站，等级为四等站，距北京西站200公里，距常平站2115公里，本站及相邻上下行区间均为电气化区段。车站建于1996年，只办理货运，不办理客运业务。2009年京九铁路北段电气化改造完工后该站已被撤销。